# Neacanista
Neacanista is een kevergeslacht uit de familie van de boktorren (Cerambycidae). De wetenschappelijke naam van het geslacht werd voor het eerst geldig gepubliceerd in 1940 door Gressitt.

## Soorten
Neacanista omvat de volgende soorten:
- Neacanista shirakii (Mitono, 1943)
- Neacanista tuberculipenne Gressitt, 1940